# Linh cảm
Linh cảm hay linh tính là khả năng biết trước một điều gì đó không thông qua các tác động của các giác quan. Như với các dạng khác của ngoại cảm, chưa có bằng chứng cho thấy linh cảm là khả năng được sở hữu bởi ai đó thật sự, và mọi nghiên cứu khoa học chính thống đều phủ nhận nó. Tuy nhiên, linh cảm vẫn xuất hiện trong các bộ phim, sách và thảo luận bên trong cộng đồng parapsychology.